# Biletići
Biletići su naseljeno mjesto u općini Čitluk, Federacija BiH, BiH.

## Stanovništvo

### 1991.
Nacionalni sastav stanovništva 1991. godine, bio je sljedeći:
ukupno: 399
- Hrvati - 373
- Muslimani - 19
- Srbi - 4
- Jugoslaveni - 2
- ostali, nepoznati i neopredijeljeni - 1

### 2013.
Nacionalni sastav stanovništva 2013. godine, bio je sljedeći:
ukupno: 330
- Hrvati - 326
- Bošnjaci - 3
- Srbi - 1